# マリー・ヴィグマン

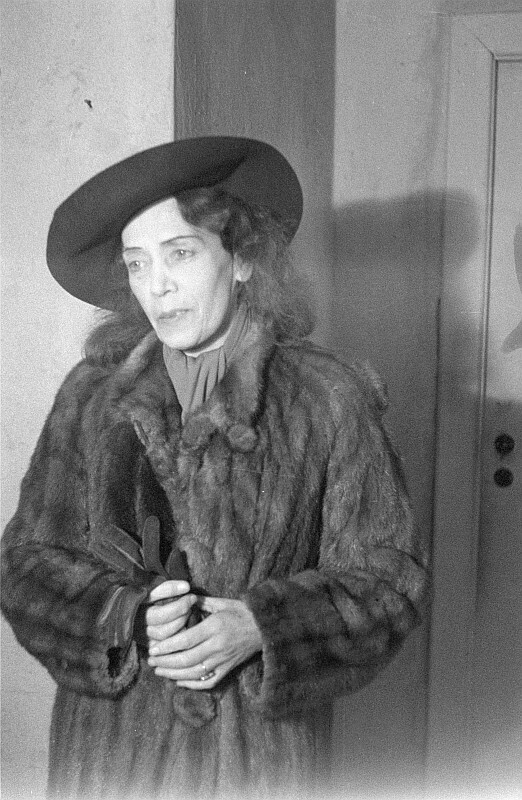
アブラハム・ピザレック撮影（1946年）

マリー・ヴィグマン（Mary Wigman、本名:カロリーネ・ゾフィー・マリー・ヴィグマン、 1886年11月13日 - 1973年9月18日)は、ドイツのダンサーであり、振付師、インストラクター、ダンスセラピスト。ワイマール期のドイツ表現主義舞踊、ノイエタンツ「タンツテアター」創始者として知られる。

## 人物
- 1886年 ドイツのハノーファーに生まれた。
- 1910年 ドレスデン近郊ヘレラウ新体操学校入学

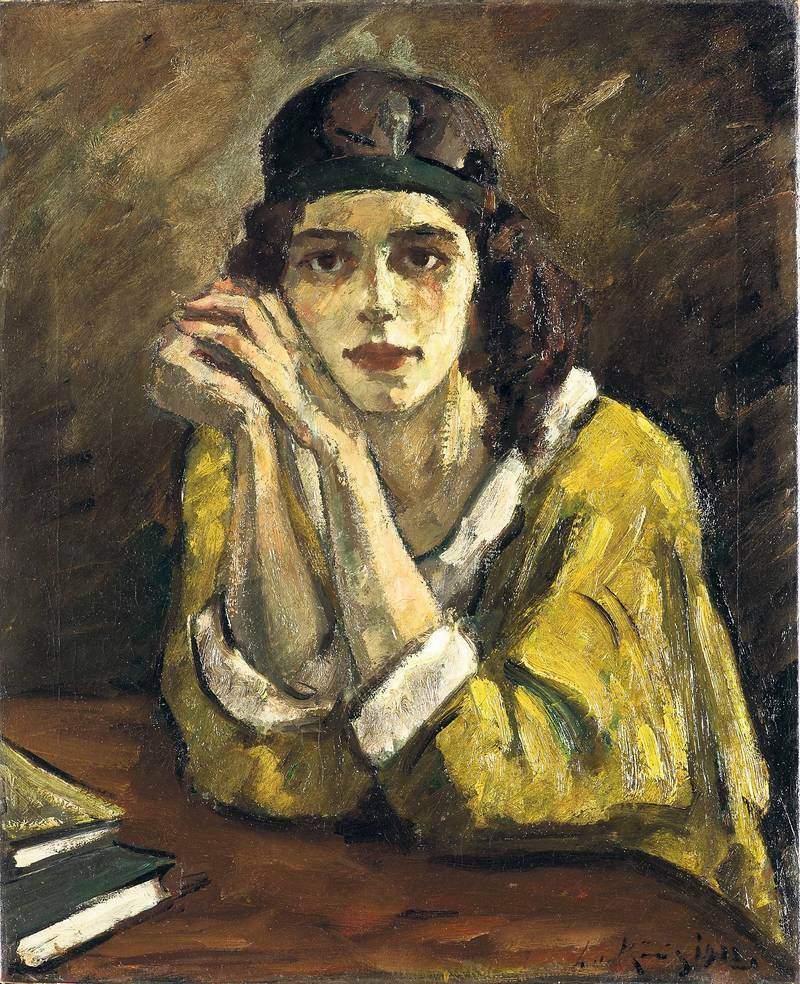
レオ・フォン・ケーニヒ画「マリー・ヴィグマン」（1912年）

- 1913年 スイスのモンテ・ヴェリタで、モダン・ダンスの革新者ルドルフ・フォン・ラバンとリトミックの開発者エミール・ジャック＝ダルクローズから先鋭的理論による指導を受ける。

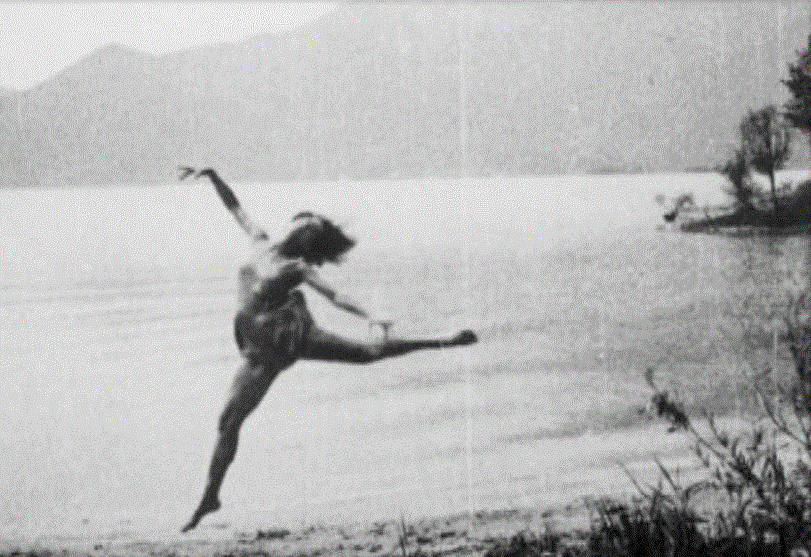
モンテ・ヴェリタ（スイスの丘）で踊るマリー（1913年～1918年）

- 1920年 ドレスデンで「マリー・ヴィグマン舞踊学校」を開校。

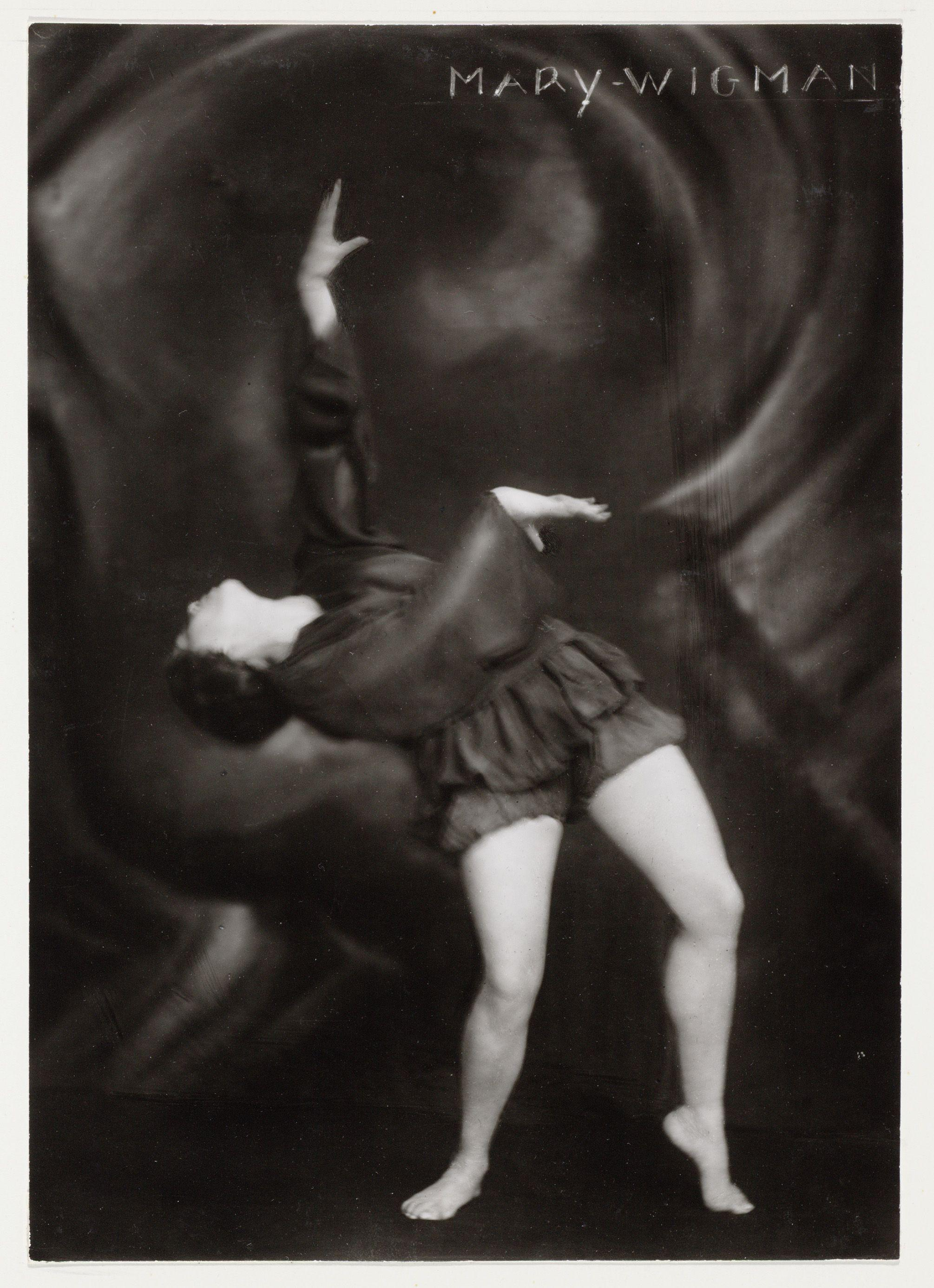
1922年

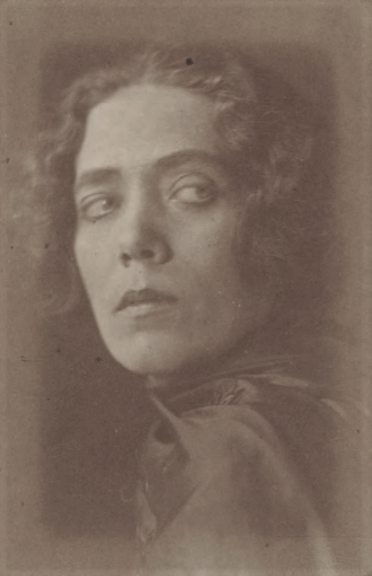
1923年

- 1925年 ウーファ制作映画「美と力への道」出演

- 1930年 アメリカ巡業公演

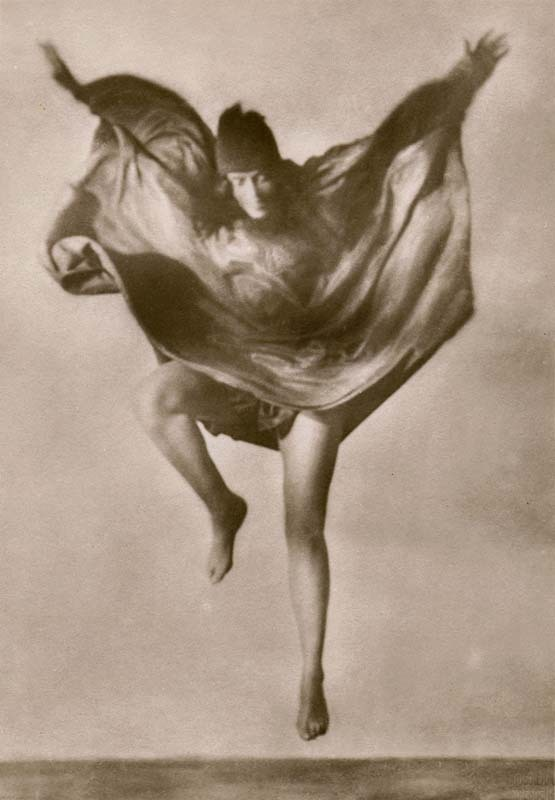
ヒューゴ・エアフルト撮影（1926年）

- 1931年 ニューヨークに学校が建てられる。

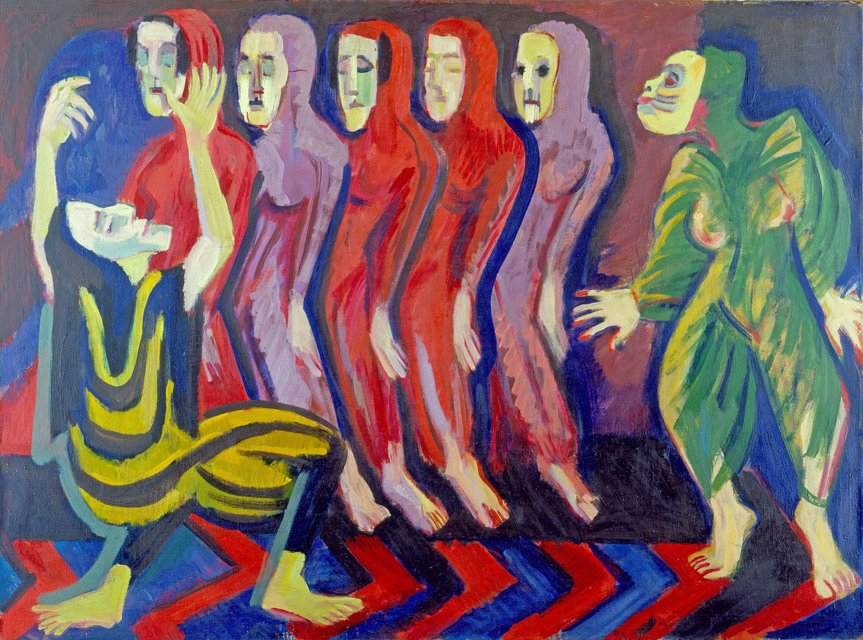
エルンスト・ルートヴィヒ・キルヒナー画。ヴィグマンがモデルの「死の舞踏」（1926～1928年）

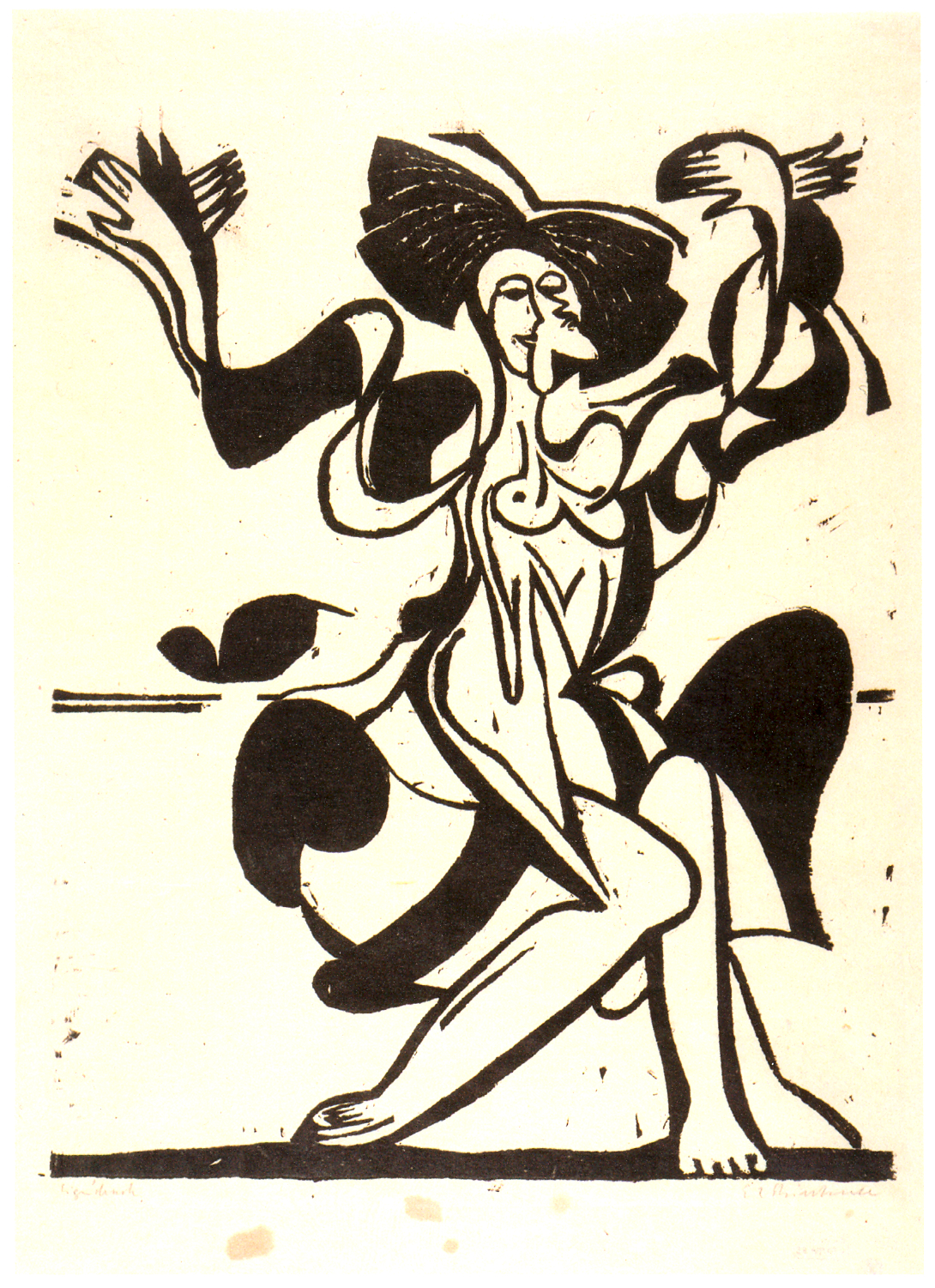
エルンスト・ルートヴィヒ・キルヒナー画「踊るメアリー・ウィグマン」(1933年)

- 1936年 ベルリン・オリンピックにおいて、オリンピック競技場での祝典で舞踊劇「死者の嘆き」を公演。
- 1942年  第二次世界大戦の影響で「マリー・ヴィグマン舞踊学校」閉鎖、ライプツィヒで教育活動を続ける。
- 1950年 西ベルリンのスタジオを中心に活動した。
- 1973年 死去。

## 評価
「マリー・ヴィグマン舞踊学校」はルドルフ・フォン・ラバン（主にダンスの記譜法）とエミール・ジャック＝ダルクローズ（主にリズム感）の理論を融合し、実践するもので、ダンス界に革新の風を起こした。ダンスの記譜法によって、「ダンスをシステム化し、他人にもそれを教える事ができる」、「誰にでも踊る事が出来ることの証明」、「ソロダンスからグループダンスへの移行」という順を踏み、西欧ダンス界の権威であるバレエに対するレジスタンスとして、モダンダンスの裾野を広げた。この学校は、イヴォンヌ・ゲオルギー、ハンヤ・ホルムハラルド・クロイツベルク　グレット・パルーカ　マックス・ターピス（Max Terpis）マルガレーテ・ヴァルマンなどを輩出した。
作品にインドやタイ、アフリカ、中国から、ファイフ、ベル、ゴング、太鼓などの非西欧の楽器を持ち込んだ。伴奏として用いられた楽器として、特筆すべきものはパーカッションで、ダンスの沈黙の部分を大いに引き立たせた。また仮面を用いることも多かった。これもまた、非西欧、部族的なモチーフに影響されたもので、我を忘れたような錯乱した動きにその一端が見える。

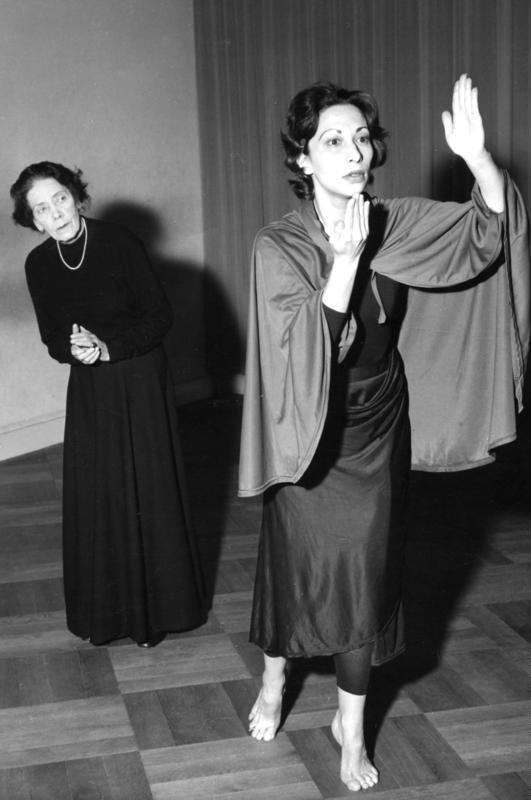
ヴィグマン左（1959年）

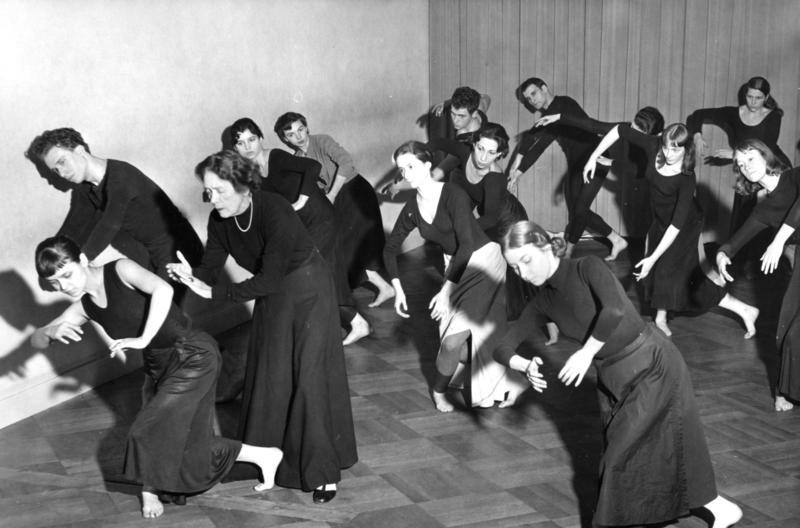
西ベルリン、メアリーウィグマン-スタジオ(1959年)

## 暗黒舞踏の源流
江口隆哉、宮操子が、1931年ドイツ留学「マリー・ヴィグマン舞踊学校」在籍、1934年『江口・宮舞踊研究所』を設立、大野一雄が学んだ。

## 振り付け作品
- Witch Dance （1914年）
- The Seven Dances of Life （1918年）
- Dance Macabre （1923年）
- Dance of Death （1926年）
- Festive Prelude （1926年）
- Celebration （1928年）
- Totenmal （1930年）
- Sacrifice （1931年）
- Maternal Dance （1934年）
- Lament for the Dead （1936年）
- Rejoice, My Heart （1942年）
- オルフェオとエウリディーチェ　(オペラ)  （1947年）
- Hexentanz